# Gullinbursti
El Gullinbursti (en nòrdic antic pronunciat [ˈɡulːenˌburste] que, literalment, vol dir «crinera daurada» o bé «truja daurada») és un porc senglar en la mitologia nòrdica. En la mitologia escandinava, quan Loki ja tenia la cabellera de la deessa Sif, el vaixell del déu Freyr, Skíðblaðnir, i la llança d'Odin, Gungnir, fabricats pels fills de l'ívaldi (Ívalda synir), apostà el seu propi cap amb en Brokkr que el seu germà Sindri no seria capaç de fer objectes tan valuosos com aquests.
Aleshores en Sindri començà a fabricar tres objectes preciosos. Sindri tragué la pell a un porc i la posà a la fornal mentre el seu germà en Brokkr s'encarregava de la manxa i així va crear un verro d'or, anomenat Gullinbursti (cerres d'or) o Sliðrugtanni (escàtils perillosos), les cerres del qual brillen en la foscor. Després va posar or a la fornal i va forjar el braçalet Draupnir i finalment, hi va posar ferro i va forjar el martell del déu Thor, Mjǫllnir.